# Poniente (película)
Poniente es una película española estrenada en 2002 que fue dirigida por la directora de cine Chus Gutiérrez.

## Trama
La película narra la historia de una joven maestra que vive en Madrid y decide regresar a su tierra natal con su hija tras la muerte de su padre. Allí rememora su infancia pero se encuentra sumergida en la realidad actual de un mundo lleno de inmigrantes que han acudido a trabajar a los invernaderos de la zona, los cuales viven toda una serie de conflictos derivados del desarraigo que produce el exilio. En las calles y plazas del pueblo hay miedo y tensión, derivado de un racismo latente y enquistado. La maestra decide quedarse en el pueblo y conoce a un hombre producto de la inmigración española a Suiza con el que establece y vive una apasionada historia de amor.

## Reparto
| Intérprete               | Personaje        |
| ------------------------ | ---------------- |
| Cuca Escribano           | Lucía            |
| José Coronado            | Curro            |
| Mariola Fuentes          | Perla            |
| Antonio Dechent          | Miguel           |
| Antonio de la Torre      | Paquito          |
| María Alfonsa Rosso      | María            |
| Alba Gutiérrez           | Clara            |
| Álex Angulo              | Director Colegio |
| Elvira de Armiñán        | Ángela           |
| Marouane Mribti          | Saïd             |
| Farid Fatmi              | Adbembi          |
| Eric M'Barlishimdim      | Chad             |
| Rubén del Castillo       | Miguelito        |
| Ricardo Arroyo           | Joaquín          |
| Miguel Alcíbar           | Dueño del bar    |
| Idilio Cardoso           | Pepe             |
| Abdel Aziz El Mountassir | Mohamed          |
| Antonio Salazar          | Guarda Jurado    |
| Alberto González         | Antonio          |
| Maite Sandoval           | Ana María        |
| Dolores Correa           | Manuela          |
| Juan Aroca               | Raúl             |
| Nazaret Jiménez Aragón   | Pili             |
| Rosa Mora                | Carmen           |
| Antonio Noguera          | Hombre pueblo    |
| Said Boudhinz            | Ahmed            |
| Sebastián Haro           | Empresario 1     |
| Chema del Barco          | Empresario 2     |
| Antonio Carrere          | Empresario 3     |
| Juan Carlos Rodríguez    | Empresario 4     |
| Lola Estévez             | Lola             |
| Pepe Gordillo            | Abuelo           |
| Víctor Molero            | Disk Jockey      |
| Antonio Luis Barros      | Joven 1          |
| Abdesland El Ouazzoui    | Marroquí 1       |
| Ammed Sourrouku          | Marroquí 2       |
| Latifa Baouali           | Mujer Marroquí   |
| Antonio Barragán         | Padre Difunto    |
| Sebastián Mazo           | Alcalde          |
| Julio Fraga              | Ex-marido Lucía  |